# Esplendor Savoy Rosario
Esplendor Savoy Rosario es un hotel boutique de la ciudad de Rosario, provincia de Santa Fe, Argentina. Se encuentra en la esquina de la Calle San Lorenzo y Calle San Martín.
El edificio fue construido por Máspoli sobre la base de un proyecto de Conder y Follet. Los planos estuvieron a cargo de Fausto Galacchi y el arquitecto consultor de la obra fue el inglés Herbert Boyd Walker.
Fue inaugurado originalmente el 30 de abril de 1910 y dejó de funcionar el 15 de febrero de 2007. 
Fue reinaugurado el 1 de abril de 2009.